# Intensive Care
Intensive Care е шестият самостоятелен албум на британския поп-певец Роби Уилямс. Албумът излиза на пазара на 24 октомври 2005 г., първоначално в Германия. Веднага след излизането си Intensive Care е закупен над 370 000 пъти в цяла Европа, а челни места заема в Аржентина, Австралия, Австрия, Германия, Швеция, Швейцария, Холандия, Нова Зеландия и става най-успешният албум на Уилямс.

## Списък на песните
1. Ghosts – 3:42
2. Tripping – 4:36
3. Make Me Pure – 4:33
4. Spread Your Wings – 3:50
5. Advertising Space – 4:37
6. Please Don't Die – 4:48
7. Your Gay Friend – 3:21
8. Sin Sin Sin – 4:09
9. Random Acts of Kindness – 4:15
10. The Trouble with Me – 4:20
11. A Place to Crash – 4:34
12. King of Bloke and Bird – 6:13